# Epimedium pubigerum
Epimedium pubigerum là một loài thực vật có hoa trong họ Hoàng mộc. Loài này được (DC.) C.Morren & Decne. mô tả khoa học đầu tiên năm 1834.

## Hình ảnh

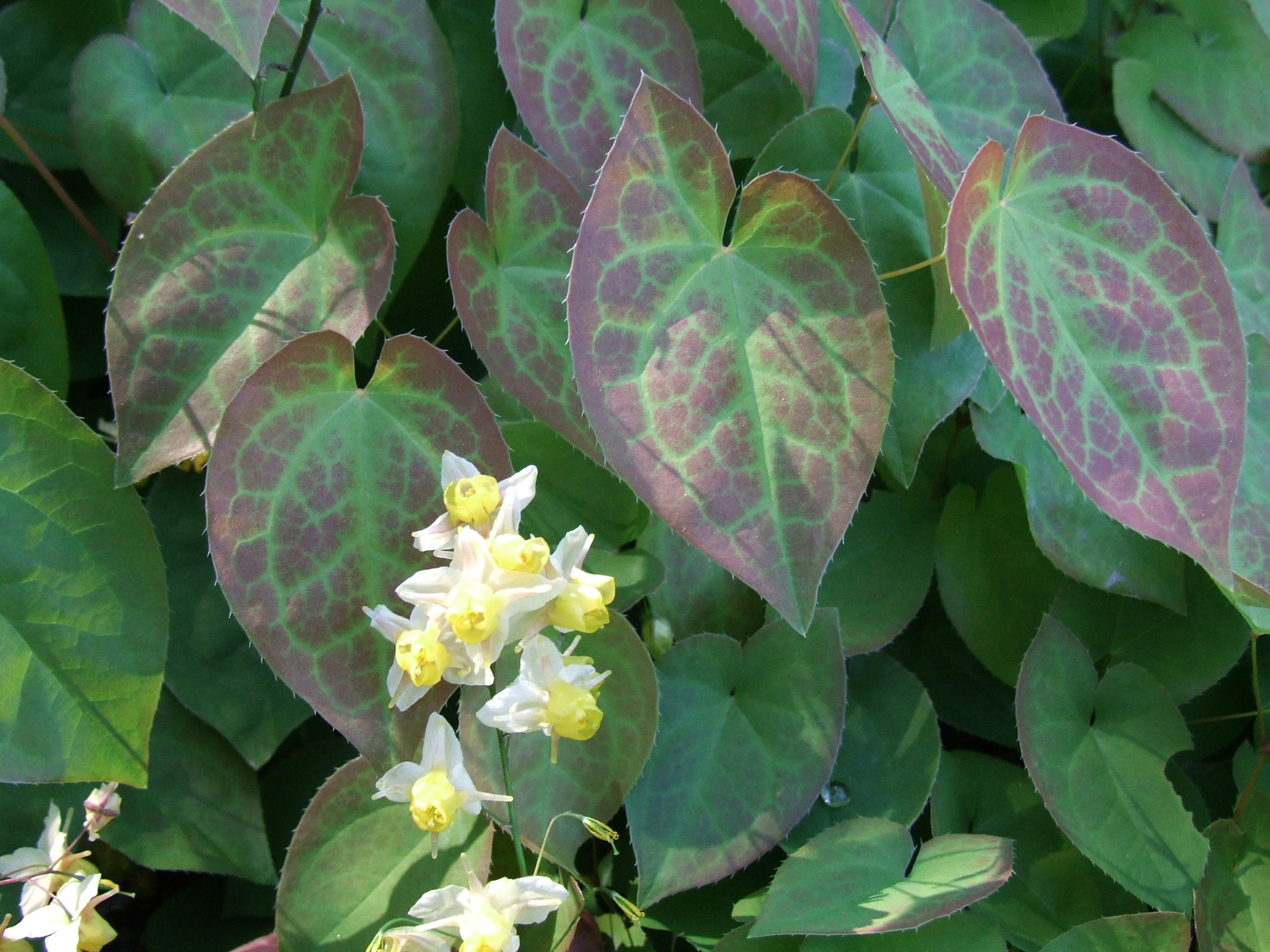
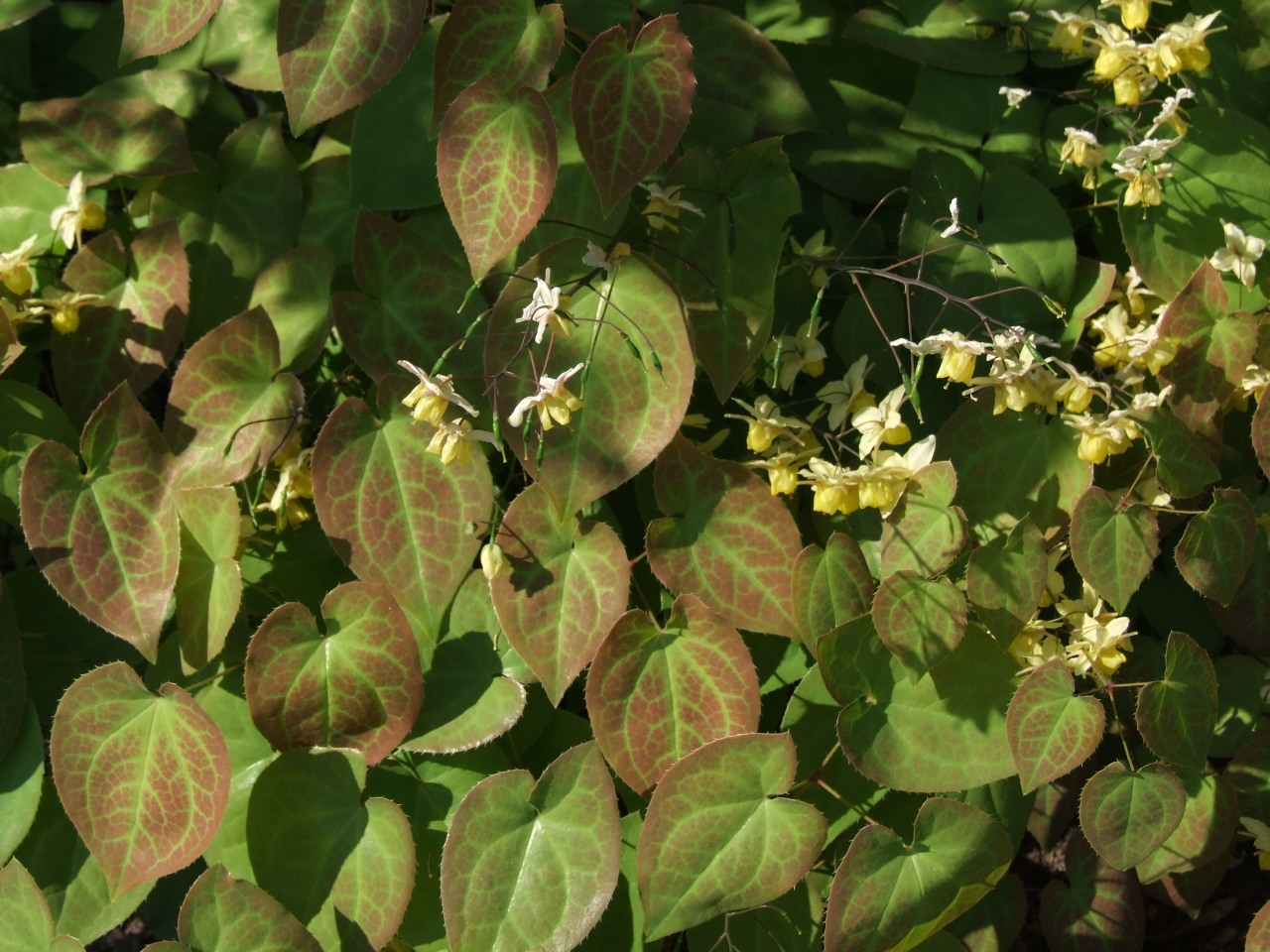